# التهجير القسري لسكان قطاع غزة
التهجير القسري لسكان شمال قطاع غزة هي عملية تهجير قسري أمر بها جيش الاحتلال الإسرائيلي في 13 أكتوبر 2023 لجميع المجتمعات الواقعة شمال وادي غزة، بما في ذلك مدينة غزة، للإخلاء إلى الجنوب. وفقًا للأمم المتحدة، أعطى الجيش الإسرائيلي مهلة 24 ساعة للإخلاء، في حين لم يحدد متحدث باسم الجيش الإسرائيلي موعدًا نهائيًا وقال إن الجيش الإسرائيلي يفهم أن الإخلاء "سيستغرق بعض الوقت". جاء هذا الأمر بعد أسبوع واحد من شنت حركة حماس وعدد من فصائل المقاومة الفلسطينية عملية طوفان الأقصى على مستوطنات غلاف غزة وعدد من المواقع الأخرى، تم إجلاء مئات الآلاف من الفلسطينيين من شمال غزة بحلول 14 أكتوبر، الأمر الذي وُصف بأنه بمثابة "نكبة ثانية".

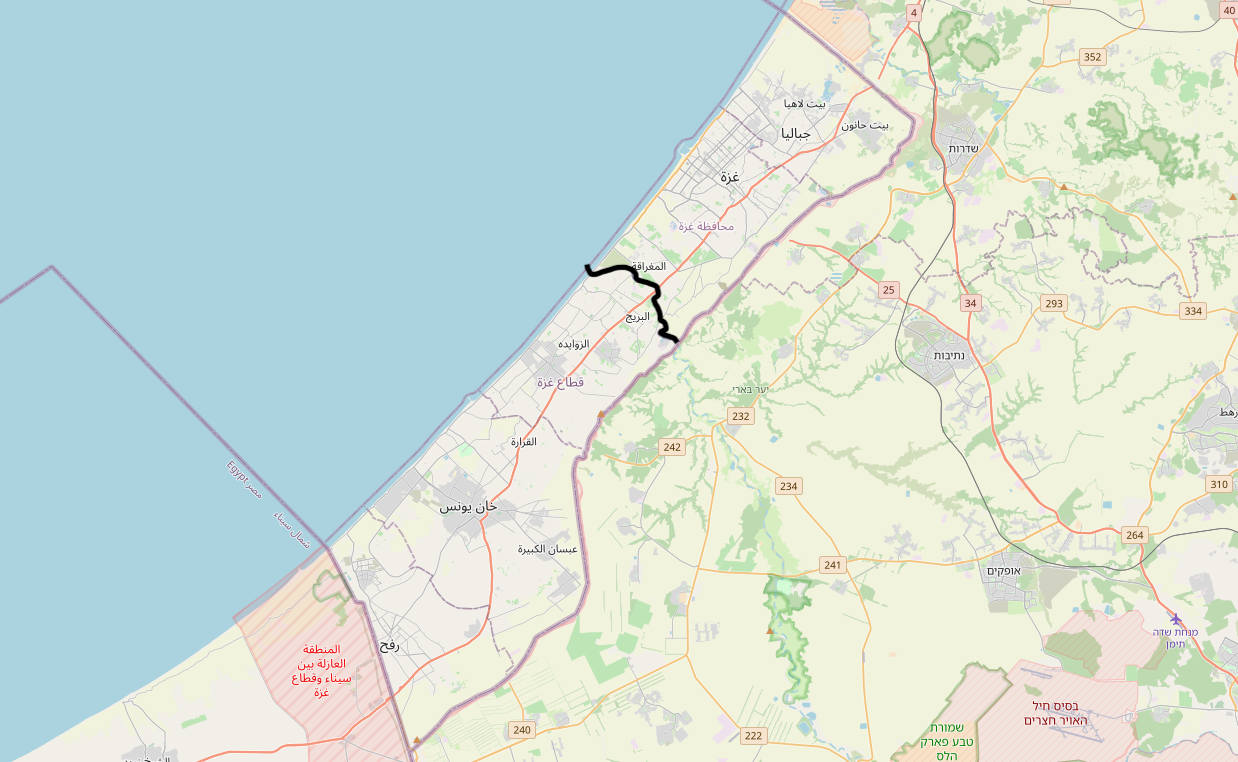
الخط باللون الأسود يمثل حدود الجيش الإسرائيلي في وادي غزة للإخلاء.

أدانت باولا جافيريا بيتانكور، المقررة الخاصة للأمم المتحدة المعنية بحقوق الإنسان للنازحين داخلياً، أمر الإخلاء القسري ووصفته بأنه "جريمة ضد الإنسانية وانتهاك صارخ للقانون الإنساني الدولي".
دعا وزير الدفاع الإسرائيلي يوآف غالانت الفلسطينيين إلى مغادرة الجزء الشمالي من غزة، بما في ذلك مدينة غزة ، قائلاً: "تمويه الإرهابيين هو السكان المدنيون. لذلك، نحن بحاجة إلى فصلهم. لذلك أولئك الذين يريدون إنقاذ حياتهم، من فضلك اذهب جنوبًا."
وفي 6 ديسمبر 2023 قالت الخارجية الفلسطينية، إن إسرائيل تطلب من النازحين في قطاع غزة المزيد من النزوح لحشرهم وتحديد حركتهم باتجاه واحد نحو معبر رفح الحدودي مع مصر.

## خلفية

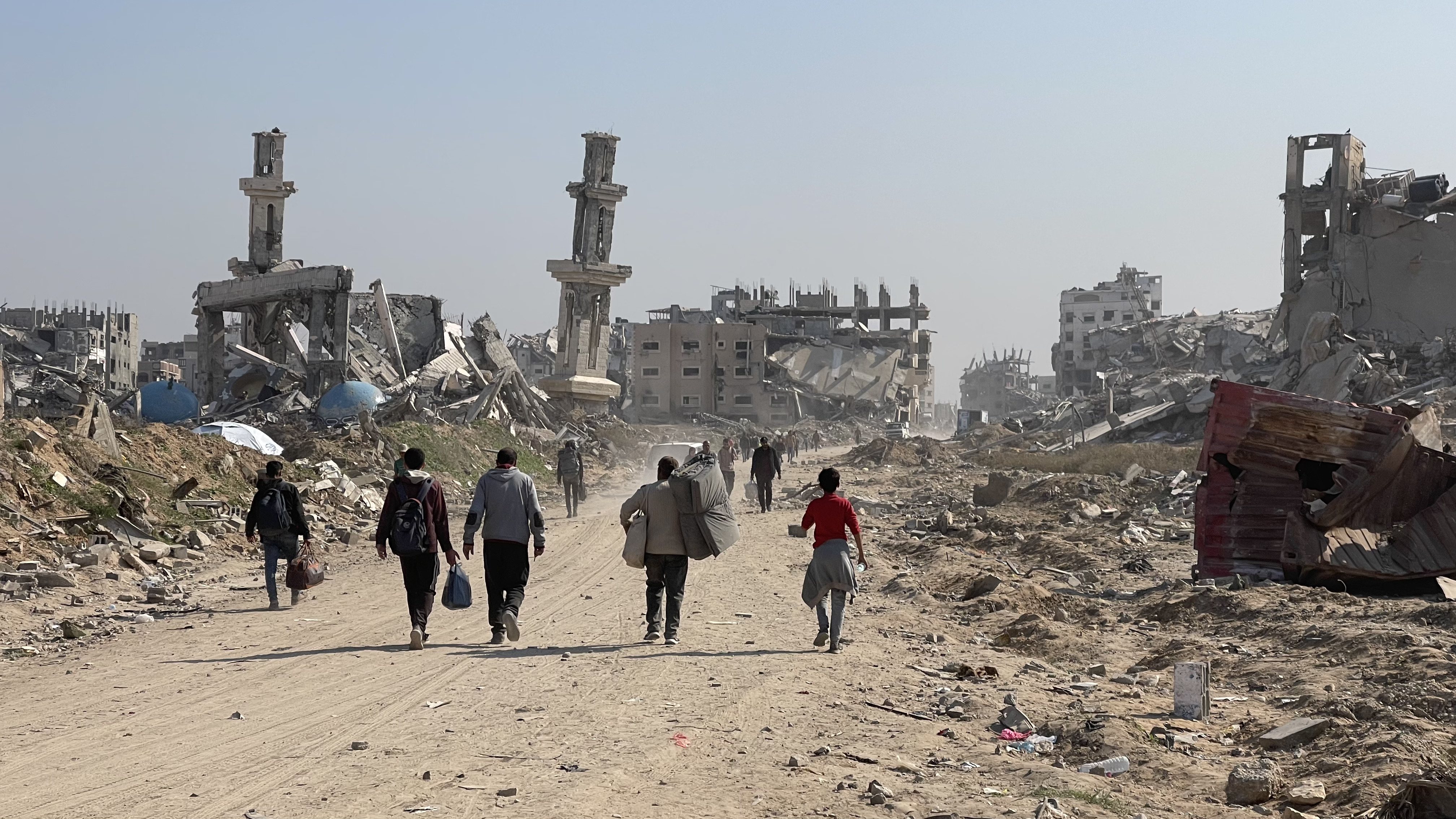
التهجير القسري لسكان قطاع غزة خلال الحرب على غزة.

تصاعدت التوترات عندما شنت فصائل المقاومة الفلسطينية في غزة عملية طوفان الأقصى، وردت إسرائيل بسلسلة من الهجمات الجوية على غزة، وأصدرت قوات الاحتلال الإسرائيلية تحذيرًا للسكان في المناطق الشمالية بضرورة الإخلاء. اعتبرت الأمم المتحدة في البداية أمر الإخلاء هذا غير عملي لتنفيذه بأمان بسبب العدد الكبير من الأشخاص المتأثرين به.
وحتى يوم 23 نوفمبر، واصل الجيش الإسرائيلي الضغط على سكان شمال غزة للتحرك جنوبًا عبر "ممر" على طول طريق صلاح الدين، حيث أقامت القوات الإسرائيلية نقاط تفتيش مجهزة بأنظمة المراقبة. في الأيام الأخيرة، أبلغ عن العديد من حالات الاستهداف التي ارتكبتها القوات الإسرائيلية ضد المدنيين الفلسطينيين الذين كانوا يغادرون جنوبًا عبر طريق صلاح الدين بناءً على تعليمات إسرائيلية، بما في ذلك المعاملة اللاإنسانية المهينة، والاعتقالات التعسفية، والاحتجاز غير القانوني، والقتل.
وفي حين أن "الهدنة الإنسانية" كانت محدودة زمنيًّا، إلا أن التهجير القسري للفلسطينيين في غزة مستمر بلا هوادة. وأسقطت القوات الإسرائيلية منشورات في جميع أنحاء جنوب غزة تحذر السكان من العودة إلى منازلهم في الشمال خلال فترة التهدئة.
أفادت التقارير أنه في 24 نوفمبر، قتل الجيش الإسرائيلي فلسطينيين كانا يحاولان العودة إلى منزليهما في شمال غزة، بينما أصيب عدد آخر بجروح. إن هذه السياسة، إلى جانب التدمير المنهجي والأضرار التي لحقت بالمساكن المدنية والبنية التحتية من قبل القوات الإسرائيلية، والتي جعلت المدن الشمالية في غزة، بما في ذلك مدينة غزة، غير صالحة للسكن، تشير إلى إمكانية التهجير الدائم للمدنيين من شمال قطاع غزة إلى جنوبه.
ومع بدء "الهدنة الإنسانية" في غزة، يبدو أن إسرائيل لا تنوي السماح للفلسطينيين المهجّرين داخليًا بالعودة إلى منازلهم، وتستمر في تقييد وصول المساعدات الإنسانية إلى الأشخاص المتبقين في الشمال. وفي الواقع، فإن المساعدات التي وصلت أخيراً إلى شمال غزة خلال "الهدنة الإنسانية" غير كافية إلى حد كبير لحجم الأضرار والدمار الذي أصاب البنية التحتية المدنية بسبب الهجمات الإسرائيلية، وخاصة للمستشفيات، والمحنة الإنسانية التي يعاني منها آلاف المدنيين الذين بقوا في غزة. هناك.
بسبب القيود المفروضة على حرية التنقل داخل قطاع غزة وخارجه وداخله والتي تؤثر على الجميع، بما في ذلك الصحفيين، فإن عدم وجود تقارير شاملة عن أوضاع مئات الآلاف من المدنيين الذين ما زالوا في الشمال، بما في ذلك الأشخاص ذوي الإعاقة كما أن الإعاقات والمرضى والجرحى والعاملين في المجال الطبي والنساء الحوامل والأطفال والمسنين هي أيضًا مسألة مثيرة للقلق بشكل خاص. وفي الوقت الذي نكتب فيه، لا يُسمح بدخول المساعدات إلى غزة إلا عبر معبر رفح في الجنوب. ولا يزال معبر كرم أبو سالم، وهو المعبر الأكبر والأفضل تجهيزًا بين غزة وإسرائيل بالقرب من الحدود المصرية، مغلقًا منذ 5 أكتوبر. وبحسب ما ورد رفضت السلطات الإسرائيلية الدعوات لتشغيل معبر كرم أبو سالم لزيادة دخول المساعدات الإنسانية.
إن تكثيف إسرائيل لهجماتها العسكرية على مراكز الإيواء في قطاع غزة هو جزء من جهد معلن لتنفيذ خططها لتهجير سكان غزة، وإعطاءهم الانطباع بأنه لا يوجد مكان آمن لهم للعيش فيه داخل القطاع، ويزيد من سوء الأمر. وقال المرصد الأورومتوسطي لحقوق الإنسان في بيان صدر اليوم الاثنين، إن معاناتهم وسط أعمال الإبادة الجماعية المستمرة منذ 7 أكتوبر.
وشددت المنظمة، التي تتخذ من جنيف مقرا لها، على أن الهجمات الإسرائيلية المتعمدة على مراكز الإيواء في غزة تنتهك بشكل صريح قواعد القانون الدولي، وخاصة القانون الإنساني الدولي. ومن المفترض أن تعتبر مراكز الإيواء أماكن آمنة، وتتحمل إسرائيل مسؤولية أمن من يلجأون إليها. وبما أن معظم ضحايا هذه الهجمات هم من المدنيين، بمن فيهم النساء والأطفال، فمن الواضح أيضًا أن الأساليب المستخدمة لتنفيذ الهجمات تنتهك مبدأ التمييز وتفشل في مراعاة معايير التناسب والضرورة العسكرية. وقد يرقى ذلك إلى مستوى الانتهاكات الجسيمة وجرائم الحرب وفقًا للقانون الإنساني الدولي والقانون الجنائي الدولي.
وفي هذا الصدد، أشار الأورومتوسطي إلى تصريحات علنية لعدد من كبار المسؤولين الإسرائيليين بشأن استعداد الدول لاستقبال أعداد كبيرة من سكان قطاع غزة، ورغبة المسؤولين الإسرائيليين في إعادة توطين سكان غزة قسرًا.
وأشارت المنظمات الحقوقية إلى أن الجيش الإسرائيلي هدد بتصنيف سكان مدينة غزة ومنطقتها الشمالية على أنهم "إرهابيون" إذا لم يلتزموا بأوامر الإخلاء. وقال الأورومتوسطي إن ذلك يكشف عن تجاهل صارخ لمبدأ التمييز بين المقاتلين والمدنيين، وذكر أن الفعل المحظور المتمثل في شن ضربات عسكرية عمدًا ضد السكان المدنيين الذين لا يشاركون بشكل فعال في الأعمال العدائية، يعتبر جريمة حرب بموجب ميثاق الأمم المتحدة. نظام روما الأساسي للمحكمة الجنائية الدولية.
وسع الجيش الإسرائيلي هجماته العشوائية وعمليات التهجير القسري في جميع أنحاء قطاع غزة، مما دفع مئات الآلاف من النازحين إلى الاكتظاظ الشديد في مدينة رفح على الحدود مع مصر. ومع وجود أكثر من 12,000 شخص في الكيلومتر المربع الذين يعيشون هناك، يُعتقد أن رفح حاليًا هي المنطقة الأكثر كثافة سكانية في غزة. لقد تفاقمت المساحة المزدحمة بالفعل والموارد الشحيحة بسبب الموجة الأخيرة من النازحين.
وقال الأورومتوسطي إن إصرار إسرائيل على إبقاء الغالبية العظمى من سكان قطاع غزة نازحين، يعني استمرار حرمان معظم سكان غزة من الرعاية الصحية الضرورية، بما في ذلك أولئك الذين يعانون من أمراض مزمنة وكذلك النساء الحوامل، وسط استمرار الحظر الإسرائيلي على دخولهم إلى القطاع. المساعدات الإنسانية والغذاء والإمدادات الطبية.
واضطر المهجّرون إلى نصب الخيام في المناطق المفتوحة في محافظتي رفح وغزة الوسطى. علاوة على ذلك، فإنهم غير قادرين على الحصول على المرافق والإمدادات الصحية الأساسية، مثل المراحيض الصحية ومنتجات العناية الشخصية، مما يؤدي إلى تفاقم انتشار الأمراض المعدية ويزيد من خطر حدوث كارثة صحية واسعة النطاق.
بدأ الغزو البري الإسرائيلي لغزة في 27 أكتوبر/تشرين الأول. وبحلول 4 نوفمبر/تشرين الثاني، كان حوالي 800 ألف إلى مليون شخص قد انتقلوا إلى جنوب قطاع غزة، بينما بقي ما يتراوح بين 350 ألف إلى 400 ألف في الشمال. كما أشارت تقارير متعددة إلى أن إسرائيل استهدفت الفلسطينيين أثناء عملية الإخلاء وهاجمتهم وقصفتهم في جنوب قطاع غزة. ووصف الأشخاص الذين تم إجلاؤهم ممرات الإخلاء بأنها غير آمنة ومليئة بالرعب من الجنود الإسرائيليين والجثث على طول الطريق.
في 1 ديسمبر/كانون الأول، بدأت إسرائيل بإصدار أوامر الإخلاء في جميع أنحاء قطاع غزة، وتقسيم المنطقة إلى 620 منطقة. وقال مسؤولون بالأمم المتحدة إن سكان غزة يُدفعون إلى منطقة تبلغ مساحتها ثلث إجمالي مساحة الأرض. وكان نحو 80% من سكان المنطقة في ذلك الوقت يقيمون في جنوب قطاع غزة.

## التسلسل الزمني
كشف الرصد الأولي للمرصد الأورومتوسطي عن استمرار قوات الاحتلال الإسرائيلي في استهداف المنازل السكنية وملاجئ النازحين في مناطق مختلفة من قطاع غزة، ومن بينها:

### يوليو
وفي السابع من تموز/يوليو، أمرت قوات الإحتلال الإسرائيلية سكان الأجزاء الوسطى من مدينة غزة بالإخلاء إلى الجزء الغربي من المدينة.

### يونيو
وفي 30 يونيو/حزيران، ذكر مكتب الأمم المتحدة لتنسيق الشؤون الإنسانية أن ما بين 60 ألفاً إلى 80 ألف شخص نزحوا من الشجاعية في الأيام السابقة.

### مايو
مايو 2024: أفاد رئيس قسم الاتصالات في الإغاثة الإسلامية، أن الفلسطينيين في شمال غزة يخلون منازلهم سيرًا على الأقدام بسبب النقص الحاد في الوقود.

### فبراير
- 17 فبراير 2024: تصريحات بشأن العملية الإسرائيلية المحتملة في مدينة رفح، قال وزير خارجية الاسرائيليّة: يسرائيل كاتس خلال مؤتمر الأمن في ميونخ، إنّ إسرائيل أن هناك تنسيق مع مصر قبل العمليّة العسكريّة المتوقّعة على رفح.
- وأفاد مركز دراسات الحرب أن قوات الاحتلال الإسرائيلي تقوم بشق طريق لتقسيم شمال قطاع غزة عن جنوبه.[27]
- 15 فبراير 2024: نقلت صحيفة "وول ستريت جورنال" عن مسؤولين مصريين ومحللين أمنيين، أنّ مصر تبني مخيمًا مسوّرًا في سيناء احتياطًا لاستقبال لاجئين فلسطينيّين من قطاع غزّة.[28]

### ديسمبر
31 ديسمبر 2023: اعتداءات على مدرسة سكينة بنت الحسين في دير البلح وسط قطاع غزة، تؤدي إلى مقتل وإصابة العشرات من النازحين الفلسطينيين.
30 ديسمبر 2023 استشهاد مهجر فلسطيني وإصابة 10 آخرين بقصف مدفعي إسرائيلي استهدف مدرسة سهام أ في مخيم خان يونس جنوب قطاع غزة.
29 ديسمبر 2023: إطلاق نار وقصف مدفعي إسرائيلي داخل مدرسة أبو حلو في مخيم البريج للاجئين وسط قطاع غزة، أدى إلى مقتل فلسطينيين مهجرين وإصابة عدد آخر.
27 ديسمبر 2023: استشهاد وإصابة العشرات من النازحين الفلسطينيين جراء قصف مدفعي إسرائيلي استهدف مدرسة المغازي وسط قطاع غزة.
27 ديسمبر 2023: استشهاد ثلاثة نازحين وإصابة عدد آخر بقصف إسرائيلي في محيط مدرسة خالد بن الوليد بمخيم النصيرات وسط قطاع غزة.
25 ديسمبر 2023: إصابة عدد من النازحين بقصف إسرائيلي لمدرسة عباد الرحمن بشارع الجلاء بمدينة غزة.
24 ديسمبر 2023: استشهاد وإصابة العشرات من النازحين الفلسطينيين بقصف إسرائيلي في محيط مدرسة الرافعي في بلدة جباليا شمال قطاع غزة.
23 ديسمبر 2023: إصابة امرأة حامل بجراح خطيرة جراء قصف مدفعي إسرائيلي في محيط مدرسة خالد بمخيم النصيرات وسط قطاع غزة.
22 ديسمبر 2023: استشهاد طفل نازح برصاص الاحتلال الإسرائيلي استهدف مدرسة الرافعي في بلدة جباليا شمال قطاع غزة.
20 ديسمبر 2023: استشهاد وإصابة العشرات من النازحين بقصف إسرائيلي مكثف في محيط مدرسة تؤوي نازحين في مدينة رفح أقصى جنوب قطاع غزة.
20 ديسمبر 2023: استشهاد وإصابة العشرات من النازحين بقصف إسرائيلي لمدرسة المستقبل في حي الصبرة جنوب مدينة غزة.
19 ديسمبر 2023: استشهاد نازح وإصابة آخر على الأقل برصاص الاحتلال الإسرائيلي الذي استهدف مدرسة الحناوي بخان يونس جنوب قطاع غزة.
18 ديسمبر 2023: إصابة ثلاثة نازحين، أحدهم إصابته خطيرة، جراء قصف إسرائيلي استهدف محيط مدرسة قنديلا بخانيونس، جنوب قطاع غزة.
17 ديسمبر 2023: استشهاد وإصابة العشرات من النازحين بقصف إسرائيلي في محيط مدرسة أبو تمام في بلدة بيت لاهيا شمال قطاع غزة.
15 ديسمبر 2023: استشهاد وإصابة العشرات من النازحين بقصف إسرائيلي في محيط مدرسة شادية أبو غزالة شمال قطاع غزة.
15 ديسمبر 2023: استشهاد عشرات الفلسطينيين، بينهم المصور الصحفي سامر أبو دقة، بقصف مدفعي إسرائيلي على مدرسة فرحانة بخانيونس جنوب قطاع غزة.
14 ديسمبر 2023: مقتل 14 نازحًا فلسطينيًا في قصف إسرائيلي على مدرسة شمال قطاع غزة.
13 ديسمبر 2023: استشهاد وإصابة العشرات من النازحين جراء قصف إسرائيلي على مدرسة أبو حسين بمخيم جباليا شمال قطاع غزة.
11 ديسمبر 2023: استشهاد وإصابة العشرات من النازحين في قصف إسرائيلي لمدرسة في مخيم شمال قطاع غزة.
9 ديسمبر 2023: استشهاد وإصابة العشرات من النازحين في قصف إسرائيلي على مدرسة خليفة في بلدة بيت لاهيا شمال قطاع غزة.
8 ديسمبر 2023: القوات الخاصة الإسرائيلية تعدم أربعة نازحين بعد اقتحام مدرسة القاهرة بمدينة غزة.
7 ديسمبر 2023: استشهاد وإصابة عدد من النازحين بقصف إسرائيلي على مدرسة خليفة في بلدة بيت لاهيا شمال قطاع غزة.
5 ديسمبر 2023: استشهاد وإصابة عدد من النازحين جراء قصف إسرائيلي لمدرستي فلسطين والفلاح في مدينة غزة.
4 ديسمبر 2023: استشهاد خمسة نازحين بقصف إسرائيلي لمدرسة في منطقة معان بخانيونس جنوب قطاع غزة.
2 ديسمبر 2023: مقتل 20 نازحًا في قصف إسرائيلي على مدرسة صلاح الدين في حي الدرج بمدينة غزة.

### نوفمبر
25 نوفمبر 2023: قُتل وجُرح عشرات الفلسطينيين في قصف إسرائيلي لمدرسة الفالوجا التي تديرها الأونروا في بلدة بيت لاهيا شمال قطاع غزة.
23 نوفمبر 2023: استهدفت الطائرات الإسرائيلية مبنى خيريًا خلف المستشفى الكويتي، مما أدى إلى مقتل وإصابة عشرات الفلسطينيين في مركز إيواء.
21 نوفمبر 2023: قصفت المدفعية الإسرائيلية محيط مدرسة خليفة وسط مشروع بيت لاهيا، والتي تؤوي أكثر من 8000 نازح. وأدى الهجوم إلى مقتل وجرح العشرات من النازحين.
20 نوفمبر 2023: قصفت المدفعية الإسرائيلية مدرسة الكويت شمال قطاع غزة، التي كانت تؤوي آلاف النازحين. ووردت أنباء عن سقوط عشرات الضحايا جراء الهجوم.
19 نوفمبر 2023: استشهاد وإصابة العشرات من الفلسطينيين بقصف إسرائيلي استهدف مدرسة عمرو بن العاص في حي الشيخ رضوان شمال مدينة غزة.
18 نوفمبر 2023: استشهاد وإصابة المئات من الفلسطينيين، غالبيتهم من النساء والأطفال، في مجزرتين إسرائيليتين في مدرستي تل الزعتر والفاخورة في مخيم جباليا شمال قطاع غزة.
17 نوفمبر 2023: قصفت الطائرات الإسرائيلية مدرسة الفلاح التي تديرها الأونروا في حي الزيتون جنوب مدينة غزة، والتي كانت تؤوي النازحين. ووردت أنباء عن سقوط عشرات القتلى والجرحى في الهجمات.
15 نوفمبر 2023: مقتل ثلاثة فلسطينيين على الأقل وإصابة العشرات في غارة جوية إسرائيلية على المدرسة الماليزية في مخيم النصيرات وسط قطاع غزة.
13 نوفمبر 2023: قصفت الطائرات الإسرائيلية مدرسة تديرها الأونروا في مخيم النصيرات للاجئين وسط قطاع غزة والتي كانت تؤوي النازحين، مما أودى بحياة العشرات.
11 نوفمبر 2023: أفادت الأونروا أن القوات الإسرائيلية غزت اثنتين من مرافقها الصحية وإحدى مدارسها في شمال قطاع غزة، مما أجبر النازحين الذين لجأوا إليها على الفرار جنوبًا. وتم بعد ذلك قصف المرفقين الصحيين.
11 تشرين الثاني/نوفمبر 2023: قُتل وجُرح عشرات الأشخاص عندما قصفت الطائرات الإسرائيلية مقر برنامج الأمم المتحدة الإنمائي في حي النصر بمدينة غزة، والذي يستخدم كمأوى للنازحين.
11 نوفمبر 2023: تم إيواء حوالي 500 نازح في مقر العيادة السويدية في مخيم الشاطئ غرب مدينة غزة، عندما اقتحمه الجيش الإسرائيلي. ولا يزال العدد الدقيق للضحايا غير معروف.
10 نوفمبر 2023: قُتل ما لا يقل عن 50 فلسطينيًا في قصف إسرائيلي على مدرسة البراق، التي كانت تؤوي مئات النازحين، في حي النصر بمدينة غزة.
8 نوفمبر 2023: أدى قصف إسرائيلي لمدرسة تديرها الأونروا في حي تل الهوى غرب مدينة غزة، إلى مقتل العشرات من الفلسطينيين.
4 نوفمبر 2023: مقتل 20 فلسطينيًا وإصابة العشرات في قصف إسرائيلي على مدرسة الفلوجة التي كانت تؤوي آلاف النازحين في مخيم جباليا شمال قطاع غزة.
4 نوفمبر 2023: طائرات إسرائيلية تستهدف مدرسة أسامة بن زيد التي كانت تؤوي آلاف النازحين في منطقة الصفطاوي شمال قطاع غزة. وأدى الهجوم إلى سقوط عشرات القتلى والجرحى.
3 نوفمبر 2023: أدى قصف إسرائيلي لمدرسة حكومية في مخيم جباليا شمال قطاع غزة، والذي يؤوي مئات النازحين، إلى مقتل 27 شخصًا وإصابة العديد من الجرحى.
2 نوفمبر 2023: قصفت الطائرات الإسرائيلية محيط مدرسة أبو عاصي التي تديرها الأونروا في مخيم الشاطئ، في الجزء الغربي من مدينة غزة، والتي تؤوي آلاف النازحين. وقتل خمسة أشخاص وأصيب العشرات خلال الهجوم.

### أكتوبر
30 أكتوبر 2023: استشهاد ما لا يقل عن 20 شخصًا وإصابة العشرات بقصف إسرائيلي استهدف قاعة تل القمر شرق النصيرات وسط قطاع غزة، والتي تؤوي مئات النازحين.
19 أكتوبر 2023: قُتل ما لا يقل عن ثمانية أشخاص، بينهم نساء وأطفال، في قصف إسرائيلي لكنيسة القديس بورفيريوس للروم الأرثوذكس في غزة، حيث لجأ مئات النازحين.
18 أكتوبر 2023: قصفت الطائرات الإسرائيلية مدرسة تديرها الأونروا في خان يونس، مما أسفر عن مقتل وإصابة العشرات.
15 أكتوبر 2023: قصفت الطائرات الإسرائيلية مقر منظمة خيرية تؤوي عشرات النازحين في رفح، مما أدى إلى مقتل 11 شخصًا وإصابة العشرات.
15 أكتوبر 2023: الطائرات الحربية الإسرائيلية تستهدف مبنى سكنيًا بالقرب من دوار النجمة وسط رفح، يأوي نازحين. ووردت أنباء عن سقوط عشرات الضحايا خلال الهجوم.
13 أكتوبر 2023: مقتل 17 شخصًا في قصف إسرائيلي لمبنى سكني يعود لعائلة أبو مدين في مخيم البريج وسط قطاع غزة. وكان المبنى يؤوي حوالي 70 فرداً، معظمهم من النازحين.
وبحسب المرصد الأورومتوسطي لحقوق الإنسان، فإن إسرائيل عازمة على القيام بتهجير قسري للمدنيين في قطاع غزة، خارج حدود القانون الدولي. وقالت المنظمة الحقوقية إن الأمر الأكثر إثارة للقلق هو أن إسرائيل منحت نفسها الإذن باستهداف وتصنيف "الإرهابيين" أولئك الذين يتحدون أمر الإخلاء المروع.
وفي ظل غياب ملاذ آمن في القطاع، أكد الأورومتوسطي أن تحذير المدنيين في غزة من أن مناطقهم السكنية ستكون هدفًا لهجمات عشوائية هو أمر غير فعال - كما يتضح من عشرات الوفيات الموثقة أعلاه - وغير قانوني. ويُطلب من سلطة احتلال مثل إسرائيل حماية المدنيين غير الراغبين أو غير القادرين على الفرار.

## إخلاء شمال غزة

### الجدول الزمني

#### أكتوبر 2023
وبعد أن شنت حماس هجوما على إسرائيل في 7 أكتوبر/تشرين الأول، ردت إسرائيل بسرعة بغارات جوية على غزة.
وبحلول 11 أكتوبر/تشرين الأول، كانت الجهود الدولية تُبذل لفتح ممر إنساني للمدنيين. وفي 13 أكتوبر: أصدر الجيش الإسرائيلي تحذيرًا لسكان غزة الذين يعيشون شمال وادي غزة، بما في ذلك مدينة غزة، بالتحرك جنوبًا خلال ست ساعات. أعلنت الأمم المتحدة أن أمر الإخلاء الواسع النطاق هذا غير عملي لتنفيذه بأمان. وعلى مدى اليومين التاليين، فر مئات الآلاف إلى جنوب غزة.

#### نوفمبر 2023
- في 1 نوفمبر/تشرين الثاني، سمحت مصر لأول دفعة من الفلسطينيين "المرضى والجرحى" و"المختارين" من المواطنين الأجانب الذين تم إجلاؤهم بمغادرة غزة.[33]
- في حوالي 8 نوفمبر/تشرين الثاني، أعلنت إسرائيل عن فتح ممر إنساني يومياً لمدة أربع ساعات.[34]
- بحلول 9 نوفمبر/تشرين الثاني، تراوحت تقديرات عدد الأشخاص المتبقين في شمال غزة من مئات الآلاف إلى ما لا يقل عن 900,000 شخص.[35][35]
- في 8 تشرين الثاني/نوفمبر، تم إجلاء ما يقدر بنحو 50,000 شخص من شمال غزة.[36]
  - فر الكثيرون عبر ممر الإخلاء على طول طريق صلاح الدين، وهو أحد الطريقين السريعين في غزة الذي يربط بين الشمال والجنوب.[37]
  - أفاد الأشخاص الذين تم إجلاؤهم أنهم اضطروا إلى المرور عبر نقاط التفتيش الإسرائيلية، حيث قام جنود الجيش الإسرائيلي باعتقالات.[38]
- في 10 نوفمبر/تشرين الثاني، ذكر متحدث باسم إسرائيل أن 100.000 شخص فروا من شمال غزة في اليومين السابقين.[39]
- قال المدير الإقليمي اليونيسف أديل خضر إن آلاف الأطفال ما زالوا في شمال غزة، وأن حياتهم "معلقة بخيط رفيع".[40]
- في 15 تشرين الثاني/نوفمبر، ذكر مكتب تنسيق الشؤون الإنسانية أن إسرائيل اعتقلت الأشخاص الذين تم إجلاؤهم، وقامت بضرب الأشخاص وتجريدهم من ملابسهم، حسبما ورد.[41]
- في 16 نوفمبر/تشرين الثاني، نشر الهلال الأحمر الفلسطيني، على تويتر، مقطع فيديو مدته 14 ثانية للأشخاص الذين تم إجلاؤهم، ومن بينهم أطفال وجرحى على نقالات، وهم يسيرون مسافة 11 كيلومترًا (6.8 ميل) من مدينة غزة إلى جنوب غزة.[42]
- في 17 نوفمبر/تشرين الثاني، قدر المكتب المركزي الفلسطيني للإحصاء أنه لا يزال هناك حوالي 800,000 مدني في شمال غزة.[43]
- أفاد الصحفي جهاد أبو شنب، الذي كان يغطي عملية الإخلاء على طريق صلاح الدين، بأن الرجال ممنوعون من المرور عبر نقطة تفتيش إسرائيلية إلى جنوب غزة.[44]
- في 14 تشرين الثاني (نوفمبر) 2023، قال مكتب تنسيق الشؤون الإنسانية إن الفلسطينيين تعرضوا لمسح الوجه أثناء مرورهم عبر نقاط التفتيش الآلية.[45]
- في 18 نوفمبر/تشرين الثاني، أدانت منظمة أطباء بلا حدود "الهجوم الإسرائيلي المتعمد" على قافلة طبية أثناء إجلائها من شمال غزة.[46]
- في حوالي 21 نوفمبر/تشرين الثاني، تم اعتقال الشاعر مصعب أبو توهة عند نقطة تفتيش إسرائيلية.[47]
- في 22 نوفمبر/تشرين الثاني، أفادت اليونيسف أن الأطفال غير المصحوبين بذويهم كانوا يقومون بإلإجلاء من الجنوب بمفردهم.[48]
- في 22 نوفمبر/تشرين الثاني، نشرت إسرائيل منشورات على قرى شرق خان يونس، وأمرت السكان بالإخلاء فوراً باتجاه الغرب.[49]
- وصف الأشخاص الذين تم إجلاؤهم طريق الإخلاء بأنه مليء بالموت والرعب.[50][51]

#### ديسمبر 2023
- في حالة عائلة واحدة، ذكرت صحيفة الجريزة في 3 ديسمبر/كانون الأول، أنه تم القبض على ثلاثة أشقاء، وتركت أسرهم لا تعرف ما حدث لهم بعد مرور أكثر من أسبوعين.[52]
- في 22 ديسمبر/كانون الأول، أصدرت إسرائيل تعليمات للناس في عدة مناطق "بالانتقال من دير البلح".[53]

#### يناير 2024
- بتاريخ 4 يناير 2024أعلنت إسرائيل إغلاق شارع صلاح الدين كممر إنساني وتحويله إلى شارع الرشيد.[54]
- صدرت أوامر لسكان الجانب الساحلي من مدينة غزة بالإخلاء في 29 يناير/كانون الثاني.[55] أثرت أوامر الإخلاء على ما يقدر بنحو 88000 شخص.[56]
- في حديثه في قضية جنوب أفريقيا ضد إسرائيل، أخبرت عديلة هاشم المحكمة العليا محكمة العدل الدولية أن أمر الإخلاء الأول الصادر في 13 أكتوبر/تشرين الأول 2023 كان " إبادة جماعية".[57]

#### فبراير 2024
- في 6 فبراير، ذكر مكتب الأمم المتحدة لتنسيق الشؤون الإنسانية أن ثلثي قطاع غزة، الذي تبلغ مساحته 246 كيلومترًا مربعًا (95 ميلًا مربعًا)، والذي كان موطنًا لـ 1.78 مليون فلسطيني، يخضع لأوامر الإخلاء من قبل الجيش الإسرائيلي.[58]
- أفاد معهد دراسة الحرب (ISW) ومشروع التهديدات الحرجة أن الجيش الإسرائيلي كان في مدينة غزة ويخطط لإخلاء ما تبقى من 200 ألف شخص في الملاجئ الإنسانية.[59]

## استجابات

### استجابة الأمم المتحدة
حذرت الأمم المتحدة في بيان لها من "عواقب إنسانية مدمرة" لتشريد 1.1 مليون فلسطيني، وصدرت تعليمات لمنشآت الأمم المتحدة،بما في ذلك الأونروا، بالانتقال إلى رفح وبعد وقت قصير من إصدار أوامر الإخلاء.
في 22 ديسمبر 2023، حذر خبير أممي أنّ إسرائيل تسعى إلى تغيير تركيبة سكان غزة بشكل دائم من خلال أوامر الإخلاء المتزايدة باستمرار والهجمات واسعة النطاق والمنهجية على المدنيين والبنية التحتية المدنية في المناطق الجنوبية من القطاع المحاصر.
"لقد تراجعت إسرائيل عن الوعود التي قدمتها للسلامة لأولئك الذين امتثلوا لأوامرها بإخلاء شمال غزة قبل شهرين. وقالت باولا غافيريا بيتانكور، المقررة الخاصة المعنية بحقوق الإنسان للنازحين داخلياً: "لقد تم تهجيرهم قسراً مرة أخرى، إلى جانب سكان جنوب غزة". كما قالت: "أين سيبقى سكان غزة ليذهبوا غدا؟"
كما أشار الخبير: "مع استمرار توسيع أوامر الإخلاء والعمليات العسكرية وتعرض المدنيين لهجمات لا هوادة فيها بشكل يومي، فإن الاستنتاج المنطقي الوحيد هو أن العملية العسكرية الإسرائيلية في غزة تهدف إلى ترحيل غالبية السكان المدنيين بشكل جماعي". .
وقالت: "لقد تم تدمير المساكن والبنية التحتية المدنية في غزة بالأرض، مما يحبط أي احتمالات واقعية لعودة النازحين من غزة إلى ديارهم، مما يكرر تاريخًا طويلًا من التهجير القسري الجماعي للفلسطينيين على يد إسرائيل".
حثّت غافيريا بيتانكور المجتمع الدولي، وحلفاء إسرائيل على وجه الخصوص، على الاعتراف بالتجاهل الصارخ للقانون الإنساني الدولي وقانون حقوق الإنسان الذي اتسم به الصراع الحالي.
"لقد تم تجاهل مبادئ التناسب والتمييز بين المدنيين والمقاتلين بشكل كامل. وقال المقرر الخاص: "لقد تم استهداف المستشفيات والمدارس والملاجئ عمداً دون وجود أدلة موثوقة على أنها أهداف عسكرية، أو تمت مهاجمتها دون احتياطات لتقليل الخسائر العرضية في الأرواح أو الإصابات بين المدنيين".
"لقد كان المدنيون في المناطق الخاضعة لأوامر الإخلاء، وكذلك في ما يسمى بـ "المناطق الآمنة"، التي صنفتها القوات الإسرائيلية من جانب واحد ضد القانون الإنساني الدولي، هدفاً لهجمات عشوائية أدت إلى مقتل ما يقرب من 19,000 فلسطيني وإصابة أكثر من 51,000". وقال خبير الأمم المتحدة.
وقال جافيريا بيتانكور: "لقد قالها كثيرون آخرون من قبل - ولكن لا يمكن قول ذلك بما فيه الكفاية - لا يوجد مكان آمن في غزة".
وكانت أوامر الإخلاء التي أصدرها الجيش الإسرائيلي للمدنيين غير دقيقة ومتناقضة، وتعتمد إلى حد كبير على شبكات الكهرباء والاتصالات، التي غالباً ما تخضع لتعتيم إسرائيلي غير قانوني.
وأشار الخبير الأممي إلى أنه بموجب القانون الدولي، فإن الأفراد الذين لا يمتثلون لأوامر الإخلاء لا يفقدون حقهم في الحماية. وقال جافيريا بيتانكور إن إسرائيل فشلت في الوفاء بالتزاماتها بموجب القانون الدولي لضمان أن النزوح لا ينتهك حقوق المتضررين في الحياة والكرامة والحرية والأمن، وضمان تمتع النازحين بمستوى معيشي لائق وإمكانية الحصول على المساعدة الإنسانية.
وقالت: "إن الحصار الإسرائيلي غير القانوني والتضييق الخانق على دخول المساعدات الإنسانية قد ترك النازحين داخلياً يعيشون في ظروف مروعة". "إن إعادة فتح معبر كرم أبو سالم الحدودي، الذي تشتد الحاجة إليه، لن يؤثر إلا بالكاد على الاحتياجات على الأرض إذا لم يتم السماح بدخول المزيد من المساعدات. وقد حذر الأمين العام من أن النظام الإنساني في غزة معرض لخطر شديد ينهار."
وكررت جافيريا بيتانكور مخاوفها من أن تصرفات إسرائيل ترقى إلى مستوى جرائم الحرب المتمثلة في العقاب الجماعي والتهجير القسري.
"إنني أدعو إسرائيل إلى وضع حد فوري للهجمات على المدنيين، ووقف حملتها لتغيير تركيبة سكان غزة من خلال التهجير القسري الجماعي، وتنفيذ وقف دائم لإطلاق النار، والسماح بالمرور غير المقيد للمساعدات الإنسانية، وإعطاء الأولوية للحوار لضمان إطلاق سراح آمن للمدنيين". وقال الخبير الأممي: "الرهائن المتبقين".
في 9 فبراير 2024 قالت الأمم المتحدة إن المدنيين الفلسطينيين في رفح بقطاع غزة بحاجة إلى الحماية، لكن لا ينبغي أن يكون هناك أي تهجير قسري، بعد أن بدأت إسرائيل في وضع خطة إجلاء للسماح لها بهزيمة حماس في المنطقة. بضيف ستيفان دوجاريك المتحدث باسم الأمم المتحدة يوم الجمعة "نحن قلقون للغاية بشأن مصير المدنيين في رفح".
وقال دوجاريك: "الأمر الواضح هو أن الناس بحاجة إلى الحماية، لكننا لا نريد أيضًا أن نرى أي نزوح قسري - نزوح جماعي قسري - للناس، وهو بحكم التعريف ضد إرادتهم". وأضاف "لن ندعم بأي شكل من الأشكال التهجير القسري الذي يتعارض مع القانون الدولي".
وقال مكتب الأمم المتحدة لتنسيق الشؤون الإنسانية: "الكثافة غير المسبوقة لسكان رفح تجعل من المستحيل تقريبا حماية المدنيين في حالة وقوع هجمات برية." "لقد وصل الازدحام في رفح إلى نقطة أصبحت فيها الطرق العادية مسدودة بالخيام التي نصبتها العائلات التي تبحث عن أي مساحة مسطحة ونظيفة متاحة".
وفي 16 فبراير 2024: شدّد المفوض السامي للأمم المتحدة لشؤون اللاجئين فيليبو غرانديعلى أنّ "أزمة لاجئين إضافيّة ستكون بمثابة حكم بالإعدام على عمليّة مستقبليّة للسلام".
وفي 21 ديسمبر/كانون الأول، وجد تحليل أجرته قناة سكاي نيوز أن إسرائيل كانت تستهدف بشكل مباشر المناطق التي كانت تطلب من الناس الفرار إليها. ذكرت الأمم المتحدة أن ما يصل إلى ثلاثين بالمائة من قطاع غزة يخضع لأوامر الإخلاء. بحلول 2 يناير 2024، أفادت الأمم المتحدة بوجود مليون نازح في رفح، وينام مئات الآلاف في الخارج. صرح المتحدث باسم وزارة الصحة في غزة في 13 يناير/كانون الثاني أن البنية التحتية لرفح وصلت إلى نقطة الانهيار وغير قادرة على التعامل مع عدد الأشخاص هناك. وأفاد مكتب تنسيق الشؤون الإنسانية في 16 يناير/كانون الثاني بعدم وجود طعام أو دواء في رفح.
وفي 18 كانون الثاني/يناير، صرح المدير العالمي التنفيذي لليونيسف قائلاً: "هذه المرة عندما ذهبت إلى رفح، تدخل إلى المعبر الأول وتجد خيام فوق خيام، وأغطية بلاستيكية فوق أغطية بلاستيكية، على مد البصر". بحلول 25 يناير، ذكرت اللجنة الدولية للصليب الأحمر أن أكثر من 1.5 مليون شخص يعيشون في دائرة نصف قطرها 60 كيلومترًا مربعًا (23 ميلًا مربعًا). وفي 1 فبراير/شباط، ذكرت منظمة أطباء من أجل حقوق الإنسان أن الناس يعانون من ظروف التجميد في مدن الخيام بجنوب غزة. أفادت وزارة الصحة في غزة بوجود 30 ألف نازح دون طعام أو ماء. وصف النازحون إجبارهم على الفرار بدون أي من متعلقاتهم، مع الملابس التي كانوا يرتدونها فقط. في 29 فبراير، صرح جان إيجلاند، رئيس المجلس النرويجي للاجئين، بأنه "صدم من الظروف" في رفح وذكر أن نظام المساعدات الإنسانية معطل.
في 3 فبراير/شباط 2024، أسقط الجيش الإسرائيلي منشورًا في وسط غزة جاء فيه: "كل هذا مجرد قطرة في محيط. استيقظ. مستقبلك بين يديك".

#### إخلاء خانيونس
وفي 24 يناير/كانون الثاني، أمرت إسرائيل بإخلاء منطقة كبيرة من خان يونس، مما أثر على ثلاثة مستشفيات و24 ملجأ للأمم المتحدة وأكثر من 500 ألف شخص. وفي 25 يناير/كانون الثاني، ورد أن جنود الجيش الإسرائيلي كانوا يقومون باعتقال وتفتيش الشباب الفارين من خان يونس دون تفسير. وصدرت أوامر لسكان غرب خان يونس بالإخلاء إلى المواصي في 26 كانون الثاني/يناير. وأظهرت الصور التي تم نشرها في 27 يناير/كانون الثاني الآلاف وهم يفرون من خان يونس. ووصفت عمليات الإجلاء بأنها "فوضوية تماما". وصفت وزارة الخارجية الفلسطينية إخلاء خان يونس بأنه "توسع قاس وتعميق للتهجير القسري من المناطق الجنوبية".
في 28 يناير/كانون الثاني، كتب صحفي الجزيرة هاني محمود أن الأشخاص الذين يحاولون "الفرار من الرعب على طرق مختلفة بعيدًا عن القصف استهدفوا بقذائف الدبابات والمدفعية ونيران الأسلحة الصغيرة". وفي 31 يناير/كانون الثاني، أفادت الأمم المتحدة أنها اضطرت إلى إخلاء خان يونس، وفقدت عيادة صحية وملاجئ رئيسية للنازحين. في 1 فبراير، أفاد مكتب الأمم المتحدة لتنسيق الشؤون الإنسانية أن 184,000 شخص قد قاموا بالتسجيل للحصول على المساعدات الإنسانية من ضواحي خان يونس. في 14 فبراير/شباط، أمرت إسرائيل بإجلاء حوالي 8000 شخص لجأوا إلى مستشفى ناصر. في 3 مارس/آذار، أطلق سكان حيي القرارة ومدينة حمد في خان يونس نداءً من أجل إخلاء آمن بعد الإبلاغ عن محاصرتهم من قبل القوات الإسرائيلية.

### العمل العسكري
وفي 18 نوفمبر/تشرين الثاني، قال رئيس الوزراء الإسرائيلي السابق إيهود أولمرت إن "المقر الحقيقي" لحماس ليس في مستشفى الشفاء في شمال غزة، بل في خان يونس في الجنوب. وبحلول 28 نوفمبر/تشرين الثاني، أشارت الحكومة الإسرائيلية إلى أنها تخطط لشن هجوم عسكري على جنوب غزة بعد انتهاء وقف إطلاق النار المؤقت. ذكرت صحيفة الغارديان خططًا إسرائيلية غير رسمية لإخلاء القرى واحدة تلو الأخرى قبل بدء الغارات الجوية. وفي 30 نوفمبر/تشرين الثاني، أشارت التقارير إلى أن وزير الدفاع الإسرائيلي يوآف غالانت أشار إلى أن العملية البرية في جنوب غزة ستؤدي إلى مقتل عدد أقل من المدنيين.
في 1 ديسمبر/كانون الأول، استأنفت إسرائيل غاراتها الجوية على جنوب قطاع غزة، مما أدى إلى قيام السكان بمحاولة إنقاذ الأشخاص المدفونين تحت الأنقاض بأيديهم. وتوفي أكثر من 170 شخصاً في اليوم الأول لانتهاء وقف إطلاق النار. وتفيد التقارير أن الهجوم على جنوب غزة كان يركز على خان يونس. وذكر الجيش الإسرائيلي أنه ضرب أكثر من 50 هدفاً في خان يونس في اليوم الأول من استئناف القتال. تم تنفيذ الضربات قبل الغزو البري المتوقع. ووفقاً لتحليل صور الأقمار الصناعية الذي أجرته صحيفة نيويورك تايمز، بدأ الجيش الإسرائيلي غزوه البري في جنوب غزة في 3 ديسمبر/كانون الأول. وفي 12 ديسمبر/كانون الأول، قال مارتن غريفيث: "ما حدث هو أن الهجوم على جنوب غزة لم يكن أقل من الهجوم على الشمال".
وفي 28 ديسمبر/كانون الأول، تم قصف مبنى سكني مليء بالنازحين في رفح. استخدم الناس أيديهم العارية لمحاولة إنقاذ الناس. في 4 يناير 2024، أعلنت حكومة قطاع غزة أن إسرائيل قصفت "المناطق الآمنة" 48 مرة. وذكر المكتب الإعلامي في غزة أن التفجيرات أدت إلى مقتل 31 شخصاً. وفي 6 يناير/كانون الثاني، تم قصف المناطق الآمنة في رفح. قُتل خمسة أشخاص، من بينهم أربعة أطفال، في غارة جوية إسرائيلية على رفح في 10 يناير/كانون الثاني. في 17 يناير، تم الإبلاغ عن قصف مكثف في جميع أنحاء جنوب غزة، بما في ذلك المناطق التي كانت تعتبر في السابق مناطق آمنة. ذكر دانيال هاغاري أن تركيز الجيش الإسرائيلي في غزة كان خان يونس. وبحلول 21 يناير/كانون الثاني، كان الجيش الإسرائيلي يتحرك نحو وسط خان يونس، ويفجر المباني السكنية، ويدفع الناس جنوباً إلى رفح. في 22 يناير/كانون الثاني، كتب الصحفي بقناة الجزيرة هاني محمود: "أيام مظلمة للغاية مقبلة، حيث يزداد الوضع سوءًا كل ساعة".

### إخلاء جنوب غزة
في 16 نوفمبر، أسقط الجيش الإسرائيلي منشورات تحذر السكان في جنوب غزة للانتقال إلى الجانب الغربي. صرح مارك ريجيف أن إسرائيل تسعى إلى إنشاء "منطقة آمنة" في الركن الجنوبي الغربي من قطاع غزة. وقال تيدروس أدهانوم غيبريسوس، رئيس منظمة الصحة العالمية، إنها كانت "وصفة لكارثة". وذكر رؤساء وكالات الأمم المتحدة المتعددة أنهم لن يتعاونوا في إنشاء المنطقة الآمنة ما لم تكن الظروف مواتية لذلك. ضمان تلبية الاحتياجات الأساسية والسلامة.

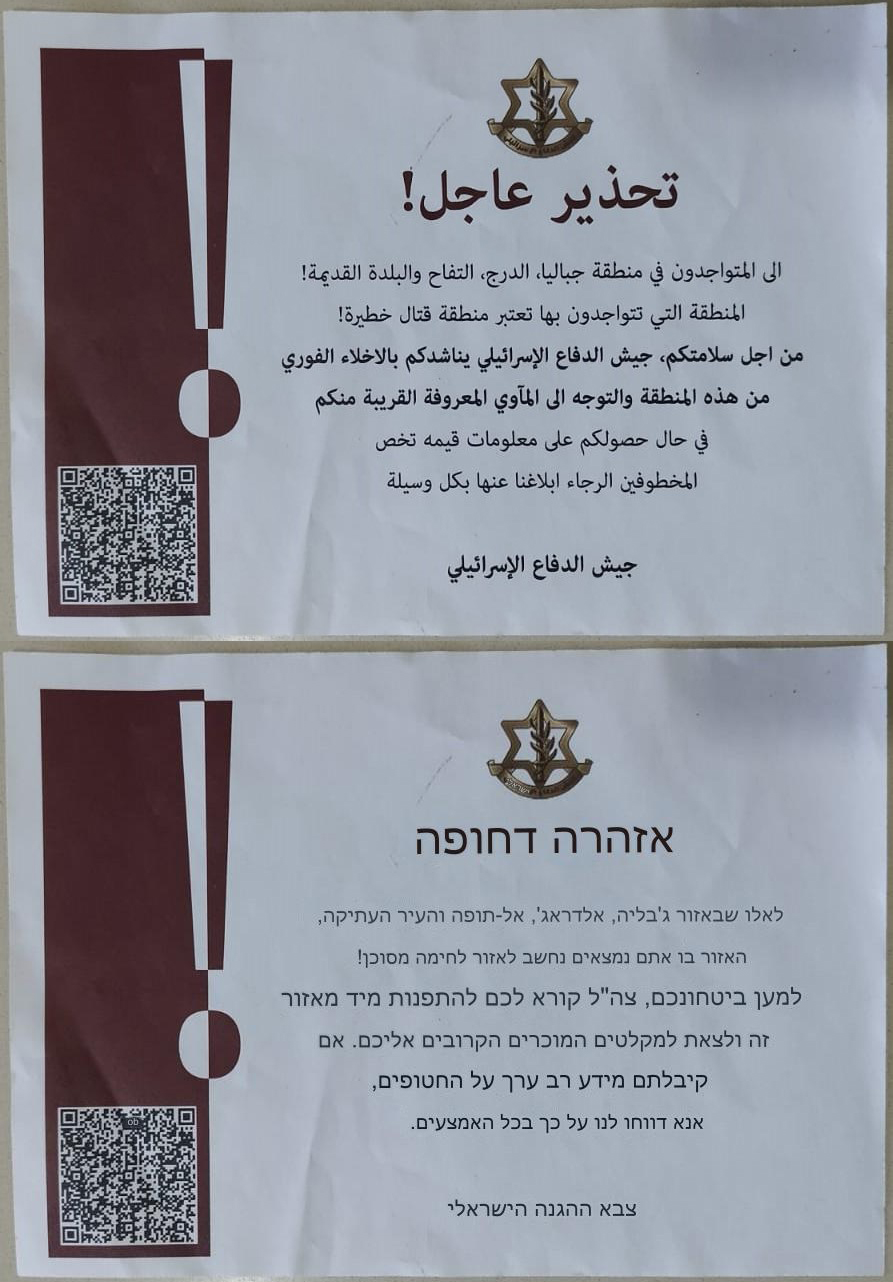
منشور يعلن عن توصية عاجلة بإخلاء سكان غزة من مختلف الأحياء التي تناثرت في الهواء من قبل قوات الدفاع الإسرائيلية. تظهر باللغتين العربية والعبرية.

وبعد انتهاء الهدنة المؤقتة في 1 ديسمبر/كانون الأول، أصدرت إسرائيل خرائط تقسم غزة إلى مئات المناطق المرقمة مع تحديد "مناطق الإخلاء". وأسقط الجيش الإسرائيلي منشورات تحذر المدنيين في جنوب غزة بضرورة الإخلاء إلى رفح. وأوصى الجيش الإسرائيلي مرة أخرى بالإخلاء إلى "منطقة إنسانية" في الزاوية الجنوبية الغربية تسمى المواصي، رغم أن الأمم المتحدة ذكرت عدم وجود استعدادات إنسانية في المواصي. وفي 2 ديسمبر/كانون الأول، أصدر الجيش الإسرائيلي أوامر إخلاء إلى بني سهيلة والقرارة، بالقرب من خان يونس. وجاء في أحد الأوامر في خان يونس أن "الجيش الإسرائيلي سيبدأ هجوماً عسكرياً ساحقاً... حفاظاً على سلامتكم، تحركوا فوراً". وحذر مكتب الأمم المتحدة لتنسيق الشؤون الإنسانية من أن الأوامر لم تحدد للمدنيين المكان الذي يجب أن يذهبوا إليه. تم توزيع التحذيرات من خلال منشورات تحتوي على رمز الاستجابة السريعة مما يشكل صعوبات للأشخاص الذين ليس لديهم خدمة الإنترنت. وقال المدنيون إنهم شعروا أنه لم يعد لديهم مكان يذهبون إليه.

### رد حماس
ورفض مسؤولو حماس التحذير وحثوا سكان المناطق المتضررة على تجاهل الأمر والبقاء في منازلهم، ودعت هيئة شؤون اللاجئين التابعة لحركة حماس سكان شمال غزة إلى "الثبات في بيوتكم والوقوف بثبات في وجه هذه الحرب النفسية المقززة التي يشنها الاحتلال".

### منظمات دولية
وأصدرت منظمة أطباء بلا حدود بيانًا وصفت فيه أمر الإخلاء بـ"المشين" و"اعتداء على الرعاية الطبية وعلى الإنسانية" وأدانت الأمر الإسرائيلي "بأشد العبارات الممكنة".
أصدرت منظمة الصحة العالمية نداء "يناشد إسرائيل أن تلغي على الفور أوامر إجلاء أكثر من مليون شخص يعيشون شمال وادي غزة" للصعوبة الشديدة في نقل مرضى الرعاية الحرجة، وأن الإمدادات الطبية تُستنزف وأن "المستشفيات الأربعة التابعة لوزارة الصحة في جنوب غزة تجاوزت طاقتها بالفعل". وأصدرت اليونيسف ولجنة الإنقاذ الدولية بيانات مماثلة.
كشفت وكالة الأمم المتحدة لغوث وتشغيل اللاجئين الفلسطينيين "الأونروا" أنّ 84% من المرافق الصحية في قطاع غزة تأثرت نتيجة الحرب لفلسطينيّة الإسرائيليّة 2023. فعبرحسابها نشرت الوكالة عبر منصة "إكس" لقطات تظهر حجم الدّماع الّذي وقع على البُنى التّحتيّة في القطاع، بما في ذلك بعض مراكزها الصحية، مشيرة إلى أنه أكثر من 70% من مجموع البنى التحتية المدنية قد "دُمرت أو تعرضت لأضرار بالغة"، وأكدت أنه "لا يوجد مكان آمن".
17 فبراير 2024: صرّح فيليب لازاريني، -المفوض العام لوكالة غوث وتشغيل اللاجئين الفلسطينيين- أنّ هناك دعوات للمطالبة باستقالته من منصبه بضغوط إسرائيليّة. كما صرّح أنّ استهداف الأونروا: "هذا هدف سياسي بعيد المدى -لإسرائيل-، لأنها تعتقد أنه إذا تم القضاء على المنظمة فإن وضع اللاجئين الفلسطينيين سيختفي وبالتالي سيختفي حقهم في العودة". كما ذكّر بمحاولة الكنيسيت الإسرائيلي إلغاء القرار الذي أعفى المنظمة الأممية من الضرائب وشركات المقاولات في ميناء أسدود، لوقف تسليم المواد الاغاثيّة للأونروا.

### التحريض الإسرائيلي
دعا بتسلئيل سموتريش -وزير المالية الإسرائيلي اليميني المتطرف- إلى تشجيع "الهجرة الطوعية" للفلسطينيين من قطاع غزة. ودعا المدنين الفلسطينيين في غزة إلى مغادرة القطاع المحاصر، لإفساح المجال أمام الإسرائيليين الذين يمكنهم "جعل الصحراء تزدهر" "إذا تصرفوا بطريقة استراتيجية صحيحة". وأضاف سموتريش: “إذا كان هناك 100 ألف أو 200 ألف عربي في غزة وليس مليونين، فإن الخطاب برمته في اليوم التالي [للحرب] سيكون مختلفًا تمامًا”.
قال رئيس الوزراء الإسرائيلي بنيامين نتنياهو: إنه يدفع باتجاه خطط لتطبيق سياسة “الهجرة الطوعية” على الفلسطينيين في غزة على أمل إجلائهم إلى دول أخرى. وقال نتنياهو: “مشكلتنا هي الدول التي ترغب في استيعابهم، ونحن نعمل على حلها”.
وأمر الجيش الإسرائيلي في 12 أكتوبر 2023، نحو 1.1 مليون شخص من سكان الجزء الشمالي من قطاع غزة بالإخلاء إلى الجنوب، بحسب المرصد الأورومتوسطي. ومع ذلك، لم يتم تقديم أي ضمانات بالسماح لهم بالعودة، أو ضمان سلامتهم أثناء نزوحهم. وعلى العكس من ذلك، كثيرًا ما استهدف الجيش الإسرائيلي سكان غزة أثناء إجلائهم قسرًا على طول الطرق التي صنفتها إسرائيل على وجه التحديد على أنها آمنة.
وفي 9 فبراير 2024 أمر رئيس الوزراء الإسرائيلي بنيامين نتنياهو الجيش بوضع خطة مزدوجة لإجلاء المدنيين الفلسطينيين من رفح في جنوب غزة وهزيمة آخر مقاتلي حماس هناك.

## اتهامات بجرائم حرب
حذّر المجلس النرويجي للاجئين (NRC) من أن أي محاولات من إسرائيل لترحيل الفلسطينيين وتهجيرهم بشكل دائم داخل غزة، والّتي ستشكل انتهاكًا خطيرًا للقانون الدولي وجريمة وحشية.
ويأتي هذا القلق في أعقاب التّهجير القسري الذي قامت به إسرائيل لمئات الآلاف من الفلسطينيين داخل غزة. ويخشى الفلسطينيون أن يؤدي المزيد من النزوح إلى نكبة جديدة. وبينما تدفع العمليات العسكرية الإسرائيلية في غزة المدنيين إلى الاقتراب من حدودها الجنوبية، فإن احتمال التهجير الجماعي للفلسطينيين إلى مصر يتزايد. ويأتي هذا في أعقاب التقارير الإعلامية الأخيرة والتصريحات الصريحة للمسؤولين الإسرائيليين التي تؤيد هذا التهجير غير المبرر، أو سكن مناسب في عند اللجوء، أو ضمانات العودة إلى المنازل بمجرد انتهاء الحرب الفلسطينية الإسرائيلية 2023.
إن التدمير الإسرائيلي واسع النطاق للمنازل والبنية التحتية المدنية، إلى جانب القصف والحصار المستمرين، جعل غزة غير صالحة للعيش ويمكن أن يدفع السكان إلى النزوح القسري والمطول عبر الحدود، مع احتمالات محدودة للعودة إلى غزّة.
لقد نزح داخليًا زهاء يبلغ 1.9 مليون فلسطيني في غزة – أي أكثر من 80% من السكان. وقد أدى القصف الإسرائيلي العشوائي على قطاع غزة إلى إلحاق أضرار بأكثر من 250,000 وحدة سكنية، بالإضافة إلى تدمير 50,000 وحدة إضافية بالكامل. ونتيجة لذلك، يفتقر أكثر من مليون شخص في غزة إلى منزل آمن للعودة إليه.
أصدرت إسرائيل أوامر إعادة توطين إضافية بناءً على ادعاءات تتعلق بالسلامة، وسط قصف مكثف في جنوب غزة حتى داخل المناطق التي صدرت فيها أوامر للسكان بالبحث عن ملجأ. وقد أجبر ذلك الفلسطينيين على العيش في خيام صغيرة مكتظة مؤقتة بينما يواصلون معاناتهم من تفاقم المجاعة وزيادة في أمراض الجهاز التنفسي والأمراض المنقولة بالمياه. خلال أشهر الشتاء هذه، سيواجه الأفراد الذين أمضوا أسابيع في الشوارع ضعفًا متزايدًا.
لقد انهارت الخدمات الأساسية مثل الرعاية الصحية والتعليم وأنظمة الحماية. ويكافح فريق المجلس النرويجي للاجئين على الأرض لتقديم مساعدات فعالة، ويواجه تحديات حيث تم تهجير عائلاتهم قسراً أربع أو خمس مرات منذ تهجيرهم من منازلهم في الشمال بأوامر إسرائيلية.
"وبدلاً من إجبار الناس على عبور الحدود، يجب على جميع الأطراف المعنية، بما في ذلك الجماعات الفلسطينية المسلحة وإسرائيل، أن توقف الأعمال العدائية فوراً. وأضاف إيجلاند: "يجب على إسرائيل، على وجه الخصوص، السماح لسكان غزة بالعودة إلى منازلهم وتقديم تعويضات عن الأضرار الجسيمة التي لحقت بالمناطق المدنية في غزة". ويشدد المجلس النرويجي للاجئين على أن السلام هو الحل الوحيد القابل للتطبيق للمدنيين في غزة وإسرائيل. إن وقف إطلاق النار المستمر وشروط الهدنة المتفق عليها بشكل متبادل أمر ضروري لإنهاء هذه المعاناة وتمكين عمال الإغاثة من تقديم الإغاثة الحاسمة للمحتاجين.
تم وصف أمر التهيجر الإسرائيلي على أنه نقل قسري للسكان من قبل جان إيجلاند ، الدبلوماسي النرويجي السابق المشارك في اتفاق أوسلو . "الترحيل القسري" هو النقل القسري للسكان المدنيين كجزء من جريمة منظمة ضدهم ويعتبر جريمة ضد الإنسانية من قبل المحكمة الجنائية الدولية. في مقابلة مع هيئة الإذاعة البريطانية، قال إيجلاند: "هناك مئات الآلاف من الأشخاص يفرون للنجاة بحياتهم - [وهذا] ليس شيئًا يجب أن يسمى إخلاء. إنه نقل قسري للأشخاص من شمال غزة بأكمله، والذي وفقا لاتفاقية جنيف جريمة حرب." حذرت المقررة الخاصة للأمم المتحدة فرانشيسكا ألبانيز من حدوث تطهير عرقي جماعي في غزة. كما وصف المؤرخ الإسرائيلي ومدير برنامج دراسات الهولوكوست والإبادة الجماعية في جامعة ستوكتون راز سيغال عملية التهجير بأنها "حالة نموذجية للإبادة الجماعية".
على الجانب الآخر، وصف ضابط إسرائيلي سابق الدعوة الموجهة إلى سكان شمال غزة بالتوجه جنوب منطقة القتال بأنها "نزوح إنساني" لإنقاذ أكبر عدد ممكن من الأرواح، وفي 15 أكتوبر، اتهم كبير المتحدثين العسكريين الإسرائيليين حماس بمحاولة استخدام المدنيين كدروع بشرية، وأصدر نداءً جديداً لسكان غزة للتحرك جنوب منطقة القتال.

## محاولات عرقلة التهجير

### الهجمات
في 13 أكتوبر 2023، استهدفت عدة تفجيرات فلسطينيين كانوا يحاولون مغادرة شمال مدينة غزة، مما أسفر عن مقتل 70 شخصًا، معظمهم من النساء والأطفال، تزامنًا مع توجيهات الإخلاء من إسرائيل، وحث أكثر من مليون ساكن من شمال غزة على الانتقال إلى الجزء الجنوبي من القطاع.
هجِّّر القصف الإسرائيليّ معظم سكان غزة - عدة مرات - بناءً على أوامر إسرائيلية، بحثًا عن الأمان. ولكن لا يوجد مكان آمن للذهاب إليه ولا توجد طريقة آمنة للوصول إلى هناك. بحسب وزارة الصحة في غزة، قُتل ما لا يقل عن 19600 شخص في غزة، معظمهم من النساء والأطفال، منذ بدء الأعمال العدائية، بما في ذلك في المناطق التي طلب منهم الجيش الإسرائيلي الفرار إليها.
في 1 ديسمبر 2023، نشرت السلطات الإسرائيلية خرائط تفاعلية مصممة لتوجيه الناس إلى بر الأمان. أخبرني أحد الرجال الذين لجأوا إلى رفح عن معاناته للعثور على الكهرباء لشحن هاتفه، ناهيك عن الاتصال بالإنترنت الذي يعمل بشكل متقطع، وسط انقطاع منتظم للاتصالات السلكية واللاسلكية.
وأصدرت حماس بيانا اتهمت فيه إسرائيل بقصف المدنيين. وفي المقابل، اتهمت إسرائيل حماس بشكل مباشر بعرقلة إجلاء الفلسطينيين لاستخدامهم "دروعا بشرية".
ولا تزال الجهة التي تقف وراء التفجيرات مجهولة نظرا لطبيعة الانفجار.

### تحريض ضد الإخلاء من قبل حماس
بثت مساجد غزة في 13 أكتوبر رسائل تطالب سكان قطاع غزة بعدم الإخلاء.
وبحسب ما ورد من قبل الجيش الإسرائيلي، فإنه مع بدء مئات الآلاف من الفلسطينيين التحرك جنوبًا، علق العديد منهم في حركة المرور الناجمة عن حواجز الطرق التي أقامتها حماس يوم السبت 14 أكتوبر.

### جهود دولية لفتح ممر إنساني
وعلى الرغم من الجهود الدولية لفتح ممر إنساني للمدنيين، إلا أنها لم تنجح في التوصل إلى اتفاق، وقد شاركت مصر في مناقشات لتقديم المساعدات الإنسانية، لكن لم يكن لديها أي ممرات إخلاء آمنة حتى 11 أكتوبر.

### تصريحات دوليّة
17 فبراير 2024: عبّرت مجموعة السبع عن قلقها إزاء خطر التهجير القسري للمدنيين الفلسطينيين من غزة.
4 فبراير 2024: وزير الخارجية الفرنسي ستيفان سيجورنيه رفضه "التهجير القسري" لسكان غزة إلى شبه جزيرة سيناء شمال شرق مصر، إثر الحرب الفلسطينية الإسرائيلية 2023 عقب زيارته لمصر. كما دعا وزير الخارجية البريطاني ديفيد كامرون إلى "دراسة (...) مسألة الاعتراف بالدولة الفلسطينية، بما في ذلك في الأمم المتحدة"، في نهاية شهر يناير من عام 2024. كما حذّر في وقت سابق الرئيس المصري عبد الفتاح السيسي منذ اندلاع الحرب الفلسطينية الإسرائيلية 2023، من أي محاولة لتهجير سكان قطاع غزة البالغ عددهم 2،4 مليون نسمة إلى مصر.
وفي 18أكتوبر 2023: حذّر الرّئيس المصريّ عبد الفتاح السيسي من أنّ تهجير الفلسطينيين قد يحدث إلى الأردن وقال "بالتالي فكرة الدولة الفلسطينية التي نتحدث عنها غير قابلة للتنفيذ".

## التوطين في سيناء
وقد استغلت إسرائيل التهديد بالتهجيرة الجماعية للفلسطينيين إلى شبه جزيرة سيناء في المفاوضات مع مصر. تشير التقارير إلى أن إسرائيل طرحت فكرة سداد ديون مصر الضخمة لدى صندوق النقد الدولي مقابل استضافة الدولة للاجئين من غزة، أو تقديم حزم مساعدات كبيرة مقابل إقامة مخيمات مؤقتة في سيناء.
ومع ذلك، رفضت مصر فتح حدودها بما يتجاوز السماح لبضع مئات من الفلسطينيين من حاملي الجنسية المزدوجة وعشرات الأشخاص المصابين بجروح خطيرة بالعبور.
إن التهجير الجماعي للفلسطينيين من غزة على أساس دائم - سواء كان ذلك إلى مصر أو في جميع أنحاء العالم - أمر غير مرجح، لأنه سيتطلب موافقة الدول المضيفة المحتملة وامتثال الفلسطينيين، على الرغم من أن رئيس وكالة الأمم المتحدة لإغاثة وتشغيل اللاجئين الفلسطينيين في الشرق الأوسط وشمال أفريقيا (UNG) وحذرت وكالة الأشغال مؤخرا من أن إسرائيل تواصل اتباع هذه الاستراتيجية. علاوة على ذلك، فإن إعادة التوطين الدائم للفلسطينيين من غزة سيكون بمثابة تطهير عرقي، وهو الأمر الذي حذرت منه الأمم المتحدة بالفعل.
إن أي تهجير مؤقت من غزة سيتطلب ضمان حق العودة للنازحين، والتزاماً من إسرائيل بإعادة بناء غزة للعودة إليها – لكن أياً منهما ليس مؤكدًا.

### الاحتلال "إلى أجل غير مسمى"
أحد الخيارات التي يناقشها نتنياهو هو أن يعيش الفلسطينيون في غزة تحت السيطرة الأمنية الإسرائيلية "لفترة غير محددة"، كما فعلوا قبل الانسحاب الإسرائيلي من غزة في عام 2005.
ومثل هذه الخطوة ستكون متماشية مع هدف إسرائيل الأمني المتمثل في إزالة حماس من حدودها. إن إعادة احتلال أجزاء من شمال غزة ــ أو حتى ضمها كما يروج بعض المحللين الإسرائيليين ــ إلى جانب إخلاء هذه المناطق من السكان، من شأنه أن يمكن الجيش الإسرائيلي من تحويل هذه المناطق إلى مناطق عازلة.
لكن الاحتلال يتطلب الكثير من الموارد والعمالة. وستكون إسرائيل مترددة في الالتزام بإعادة بناء غزة، والقيام بدوريات في الشوارع ومراقبة السكان وحكمهم بعناية. والاحتلال لأجل غير مسمى من شأنه أن يعرض الجنود الإسرائيليين للخطر ومن المرجح أن يفقد شعبيته لدى الجمهور الإسرائيلي والمجتمع الدولي. وبالفعل، حذر الرئيس الأمريكي جو بايدن إسرائيل من إعادة احتلال غزة، ووصف الخيار بأنه "خطأ كبير".

## المستشفيات
في 14 أكتوبر/تشرين الأول 2023، أمرت إسرائيل بإخلاء 22 مستشفى في شمال غزة. ووصفت منظمة الصحة العالمية الأمر بأنه "حكم بالإعدام" على المرضى والجرحى. أطباء بلا حدود أصدرت بيانًا وصفت فيه الأمر بأنه "شائن"، و"هجوم على الرعاية الطبية وعلى الإنسانية"، وأدانته "بأشد العبارات الممكنة". أصدرت منظمة الصحة العالمية نداء يطلب من إسرائيل إلغاء الأوامر، مشيرة إلى الصعوبة الشديدة في نقل المرضى في الرعاية الحرجة، واستنفاد الإمدادات الطبية، وأن "المستشفيات الأربعة التابعة لوزارة الصحة في جنوب غزة لقد تجاوزت طاقتها بالفعل". صدرت بيانات مماثلة من اليونيسف ولجنة الإنقاذ الدولية. وأعربت منظمة الصحة العالمية عن قلقها بشأن أمر الإخلاء الذي تم إرساله إلى مستشفى القدس في غزة.
في 29 أكتوبر/تشرين الأول 2023، وصف تيدروس أدهانوم غيبريسوس، رئيس منظمة الصحة العالمية، تقارير من الهلال الأحمر الفلسطيني تفيد بأن مستشفى القدس تلقى إنذارًا بالإخلاء العاجل وإخطارًا بأنه " سيتم قصفها" باعتبارها "مثيرة للقلق العميق". وأكد مجددا أنه "من المستحيل إخلاء المستشفيات المليئة بالمرضى دون تعريض حياتهم للخطر".
وذكر الأطباء في شمال غزة أنهم غير قادرين على اتباع أمر الإخلاء الإسرائيلي، لأن مرضاهم، بما في ذلك الأطفال حديثي الولادة في وحدة العناية المركزة، سيموتون. وفي يوم الاثنين الموافق 16 أكتوبر/تشرين الأول، أمرت إسرائيل بإخلاء المستشفى الأهلي العربي وبقية شمال غزة. ونظرًا لعدم كفاية الأسرة في جنوب قطاع غزة وعدم وجود وسائل لنقل المرضى، مثل الأطفال حديثي الولادة في الحاضنات أو المرضى الموضوعين على أجهزة التنفس الصناعي، اعتُبر على نطاق واسع أن أوامر الإخلاء مستحيلة الامتثال. في 17 أكتوبر/تشرين الأول، أدى انفجار في ساحة النادي الأهلي الذي أُدين على نطاق واسع، إلى سقوط عدد كبير من القتلى.
وفي 10 نوفمبر/تشرين الثاني، أشار محمد أبو سلمية، مدير مستشفى الشفاء، إلى أنه على الرغم من القصف الإسرائيلي، فإن الطاقم الطبي سيبقى مع المرضى حتى "اللحظة الأخيرة". وقال أبو سلمية: "هناك حرب على المستشفيات.. وهذا لم يحدث في أي حرب". في 12 نوفمبر، أعلن الجيش الإسرائيلي أنه سيسمح بمرور آمن من مستشفيات الشفاء والرنتيسي وناصر، وفتح وتأمين مستشفى إضافي لمساعدة الناس على الإخلاء إلى الجنوب. ولكن في 13 تشرين الثاني/نوفمبر، أعلنت وزارة الصحة في غزة أن آلاف المرضى لم يتمكنوا من الإخلاء بعد أن حاصر الجيش الإسرائيلي المرافق الصحية.
في 14 نوفمبر/تشرين الثاني، أشارت هيومن رايتس ووتش إلى استحالة الإخلاء من مستشفى الشفاء، قائلة: "لا يوجد طريق آمن يمكن الاعتماد عليه للإخلاء. وتؤكد صور الأقمار الصناعية الحرائق والعمليات العسكرية وحواجز الطرق في كل مكان. طريق يمكن تصوره ولن يتمكن العديد من المرضى والجرحى في المستشفى من الإخلاء حتى لو كانت الطرق خالية". توفي ما لا يقل عن 40 مريضًا أثناء حصار مستشفى الشفاء وإخلائه لاحقًا.

## الهجمات على الأشخاص الذين تم إجلاؤهم

### هجمات الدبابات
في 30 تشرين الأول/أكتوبر، أغلقت الدبابات الإسرائيلية الطرق التي تربط مدينة غزة بجنوب غزة وأطلقت النار على المركبات المدنية التي التزمت بالأوامر الإسرائيلية بالإخلاء. وفي إحدى الحالات، هاجمت دبابة في نتساريم سيارة وحافلة، مما أسفر عن مقتل ثلاثة أشخاص. في 3 فبراير 2024، أفادت التقارير أن مركبة عسكرية إسرائيلية أطلقت النار على مدنيين فارين من خان يونس.

### هجمات إطلاق نار
بعد الاجتياح البري لغزة، فتح الجيش الإسرائيلي ممرات إنسانية محمية من مدينة غزة إلى جنوب غزة بحسب موقع "واينت"، تعرض مدنيون فلسطينيون للهجوم أثناء محاولتهم الفرار من مدينة غزة. وأفاد مدنيون بأن الجنود الإسرائيليين أطلقوا النار. في 23 يناير/كانون الثاني 2024، ورد أن الجيش الإسرائيلي أطلق النار على سيارة كانت تحاول الإخلاء إلى رفح، مما أسفر عن مقتل أربعة أشخاص. وفي 26 يناير/كانون الثاني، ورد أن الجيش الإسرائيلي أمر سكان الظهرة بخانيونس بالإخلاء إلى رفح على طريق محدد، ثم تعرضوا لإطلاق نار إسرائيلي أثناء فرارهم على ذلك الطريق.

### ضربات على المناطق الآمنة
وأفاد المكتب الإعلامي في غزة في 22 كانون الثاني/يناير أن الجيش الإسرائيلي استهدف خمسة ملاجئ تأوي ما يصل إلى 30,000 نازح. وأكدت الهندسة المعمارية الجنائية أن الضربات نفذتها دبابات عسكرية إسرائيلية. في 4 فبراير، أفاد المكتب الإعلامي عن غارة جوية على "منطقة آمنة" في دير البلح، مما أدى إلى مقتل ثلاثين شخصًا.

## جنوب غزة

### شروط
وبعد أن أمرت المدنيين بالجلاء جنوباً، واصلت إسرائيل قصف المناطق التي أمرت الناس بالذهاب إليها. في 6 نوفمبر، وصف صحفي الجزيرة هاني محمود جنوب غزة بأنه معسكر اعتقال كبير. وفي 9 نوفمبر، قدرت الأمم المتحدة أن 30.000 من سكان شمال غزة قد عادوا إلى الشمال بعد فشلهم في العثور على ملاجئ في الجنوب. وبسبب اكتظاظ ملاجئ الأونروا، نام العديد من اللاجئين في شمال غزة في الشوارع. وأفادت المستشفيات في جنوب غزة بعدم كفاية الموارد الطبية للتعامل مع أعداد الجرحى الوافدة من الشمال. ووصف اللاجئون الوضع بأنه "بدائي" و"لا يوجد فيه أي أمان". وذكرت الأسر أنها قامت بإجلاء ما يصل إلى خمس مرات.
وفي 11 نوفمبر/تشرين الثاني، ذكرت وزارة الداخلية أن إسرائيل شنت غارات جوية على "ما يسمى بالمناطق الآمنة" في جنوب غزة. صرح رئيس أركان الجيش الإسرائيلي هرتسي هاليفي أنه سيتم استهداف "المزيد والمزيد من المناطق" للمضي قدمًا. وفي أعقاب أوامر الإخلاء الإسرائيلية للفلسطينيين بالفرار من شمال غزة، كثف الجيش الإسرائيلي هجماته على جنوب غزة. في 18 نوفمبر/تشرين الثاني، صرح وزير الدفاع الإسرائيلي يوآف غالانت أن سكان غزة ستشعر قريبًا "بالقوة المميتة لالجيش الإسرائيلي".
وبحلول 7 ديسمبر/كانون الأول، كان هناك ما يقدر بنحو نصف مليون نازح في رفح، وكان العديد منهم ينامون في الشوارع حيث كانت ملاجئ الأمم المتحدة مكتظة بالكامل. في 9 ديسمبر/كانون الأول، أبلغت الأمم المتحدة عن اكتظاظ شديد في ملاجئها في رفح، مع تفشي حالات الجرب والقمل والإسهال. وأفاد النازحون داخلياً الذين لجأوا إلى الفخاري عن الاكتظاظ والظروف غير الآمنة. في 12 ديسمبر/كانون الأول، تم الإبلاغ عن الظروف في رفح بأنها "كارثية"، حيث نامت النساء والفتيات 70 شخصًا في غرفة واحدة، بينما كان الرجال والفتيان ينامون في خيام خارجية. وتفيد التقارير أن الأمراض، بما في ذلك الجدري والأنفلونزا والأمراض المعوية، تنتشر في رفح. وبحلول 13 ديسمبر/كانون الأول، أشارت تقديرات الأمم المتحدة إلى أن نصف سكان غزة بالكامل كانوا في رفح. وبحلول 19 ديسمبر/كانون الأول، كانت إسرائيل تهاجم مناطق في رفح كانت تعتبر ذات يوم مناطق آمنة. وفي 20 ديسمبر/كانون الأول، ذكرت الأمم المتحدة أن رفح هي المنطقة الأكثر كثافة سكانية في قطاع غزة.

## التهديد بهجوم على رفح
هدّدت إسرائيل بهجوم وشيك على رفح، حيث نزح نحو 1.5 مليون غزّيّ. وسط تحذيرات عربية ودولية من تبعات إنسانية كارثية على الغزّيين عمومًا وعلى أهالي رفح. بالتّزامن مع التّجويع والتّهجير وقصف إسرائيليّ بري والجوي في أنحاء مختلفة من القطاع، منها: خانيونس، مستشفى ناصر الذي حوله الجيش الإسرائيليّ إلى ثكنة عسكرية.
وهذا تحت تهديدات الإسرائيلية المستمرة على مدينة رفح، وعدم اكتراث إسرائيل بكل نداءات المنظّمات الدولية والاتحاد الأوروبي والولايات المتحدة الأميركية التي طالبتها بالتراجع عن العملية العسكرية في المدينة، ممّا دفع النازحين إلى رفح، إلى العودة للتمركز في وسط قطاع غزة دون ضمان بالأمان.

### الهجوم على رفح
في 1 فبراير 2024، أعلن يوآف غالانت أن الجيش الإسرائيلي سيتوجه إلى رفح بمجرد "إكمال المهمة" في خان يونس. وكان النازحون يخشون الهجوم على رفح، لأنه "ليس هناك أبعد جنوبًا يمكنهم التحرك فيه". وذكرت الجزيرة أن الناس في رفح كانوا في حالة من عدم التصديق، حيث "يبدو أنه ليس لديهم مكان آخر يذهبون إليه". . صرح فولكر تورك، رئيس حقوق الإنسان في الأمم المتحدة، أنه "يشعر بقلق عميق إزاء تصريحات وزير الدفاع الإسرائيلي بشأن الهجوم العسكري على رفح. وهذا يدق أجراس الإنذار لوقوع خسائر كبيرة في صفوف المدنيين والمزيد من النزوح". وأفاد مكتب الأمم المتحدة لتنسيق الشؤون الإنسانية في 2 فبراير/شباط أن "رفح هي بمثابة طنجرة ضغط لليأس، ونحن نخشى ما سيأتي بعد ذلك". وارتفع "مستوى الذعر" بين النازحين في رفح بعد أن صرح يوآف جالانت أن "النصر لن يكون حلاً". كاملة ما لم يتوسع الجيش في رفح".
وذكرت وزارة الخارجية الفلسطينية أن أي هجوم إسرائيلي على رفح سيؤدي إلى "إبادة حوالي 1.5 مليون فلسطيني، أو محاولة تهجيرهم". صرح ممثل المجلس النرويجي للاجئين قائلاً: "الناس في رفح محاصرون بين الدبابات الإسرائيلية والحدود المصرية. لا أعتقد أن الإعلان عن خطة الإخلاء أمر واقعي. أين سيذهب الناس؟"  وفي 10 فبراير/شباط، ظهر ممثل لم يذكر اسمه. وقال مسؤول إسرائيلي إنه سيتم إجلاء الفلسطينيين في رفح باتجاه الشمال. وفي 10 فبراير/شباط، أفادت التقارير أن الناس في رفح بدأوا بالفرار إلى دير البلح. وقال أحد باحثي هيومن رايتس ووتش: "سيكون هذا الإخلاء غير قانوني إذا صدر الأمر به". في مقابلة مع ABC News، صرح نتنياهو بأن الفلسطينيين في رفح سيُمنحون "ممرًا آمنًا" للخروج من المدينة.
وفي 12 فبراير/شباط، صرح توماس وايت، مدير الإغاثة التابع للأمم المتحدة في غزة، أن الهجوم الإسرائيلي على رفح سيؤدي إلى "انتقال مليون شخص في قطاع غزة إلى مناطق غير مهيأة لاستيعابهم". وقالت جمعية الهلال الأحمر الفلسطيني: "لا يوجد مكان آمن على الإطلاق ولا توجد طريقة للإخلاء". وذكر طارق أبو عزوم، وهو صحفي على الأرض، أن رفح تعمل مثل "ملجأ ضخم" وحذر من ذلك. كارثة إنسانية في المدينة إذا هاجمها الجيش الإسرائيلي، بسبب العدد الكبير من الأطفال وكبار السن غير القادرين على الإخلاء بسهولة.
في 14 فبراير، قالت الأمم المتحدة إنها لن تشارك في إخلاء رفح، قائلة: "لا تشارك الأمم المتحدة في عمليات الإخلاء القسري وغير الطوعية. ولا توجد خطة في هذا الوقت لتسهيل إجلاء المدنيين". في 10 مارس، صرح يسرائيل كاتس للإذاعة العامة الإسرائيلية أن الولايات المتحدة تريد رؤية خطة إخلاء رفح قبل الغزو. في 23 أبريل/نيسان 2024، صرح مسؤول في اللجنة الدولية للصليب الأحمر: "عندما نرى مستوى الدمار في المنطقة الوسطى (غزة) وفي الشمال، ليس من الواضح بالنسبة لنا إلى أين سيتم نقل الناس... "  وفي اليوم نفسه، أظهرت صور القمر الصناعي مجمعاً من الخيام يجري بناؤه بالقرب من خان يونس.

## المواسي
وأعلنت إسرائيل المواصي "منطقة آمنة". أفاد النازحون الذين فروا إلى المواصي بعدم وجود مياه أو كهرباء أو مباني للاحتماء. الأمم المتحدة ومنظمات الإغاثة لا تعترف بالمواسي ولا تقدم خدمات هناك. في 26 ديسمبر، قصفت إسرائيل المواصي، مما أسفر عن مقتل امرأة وقالت إنها لن تمتنع عن قصف المناطق الآمنة. وتركزت القصف الإسرائيلي في 4 يناير/كانون الثاني 2024 على المواصي، مما أسفر عن مقتل 14 شخصًا من عائلتين، معظمهم أطفال دون سن العاشرة. في 14 يناير/كانون الثاني، أفاد مكتب الأمم المتحدة لتنسيق الشؤون الإنسانية أن النازحين في مخيم المواصي كانوا بحاجة إلى الإمدادات الإنسانية. في 15 يناير/كانون الثاني 2024، أُبلغ عن مقتل ثلاثة نازحين كانوا يحتمون في خيمة جراء غارة جوية إسرائيلية. وفي 22 يناير/كانون الثاني، ذكرت وزارة الصحة في غزة أن الجنود الإسرائيليين داهموا مستشفى الخير في المواصي واعتقلوا الطاقم الطبي. وقالت إحدى النساء في إحدى المقابلات: "كل هذا كذب. فقد أمر الجيش الإسرائيلي الناس بتجميعهم في منطقة المواصي ثم استهدفها". وفي 23 يناير/كانون الثاني، ورد أن الطائرات الحربية الإسرائيلية قصفت خيام النازحين.
في 3 فبراير/شباط 2024، أفاد الهلال الأحمر الفلسطيني أنه انتهى من إنشاء مخيم الإيواء الخامس في المواصي، وهو قادر على إيواء ما يصل إلى سبعين أسرة. وفي 6 فبراير/شباط، قُتلت امرأة على يد قناص إسرائيلي. وأصيب شخصان بنيران إسرائيلية في 24 فبراير/شباط. وفي 10 مارس/آذار، أُبلغ عن نقل ما لا يقل عن 16 شخصاً إلى المستشفى بعد القصف الإسرائيلي العنيف. وأدى القصف الإسرائيلي في 11 مارس/آذار إلى مقتل ما لا يقل عن 14 شخصاً. وأفادت وزارة الصحة في غزة بأن غارة جوية إسرائيلية أدت إلى مقتل 12 شخصاً كانوا يحتمون في خيمة. وبحسب ما ورد قُتل أطفال كانوا يحتمون في خيمة في 27 مارس/آذار.

## التهجير أو الموت
قال المبعوث الفلسطيني لدى الأمم المتحدة ماجد بامية، في كلمته أمام مجلس الأمن الدولي إنّ الدمار واسع النطاق الذي تعرضت له غزة بسبب العمليات الإسرائيلية أوضح أن هدفهم الوحيد هو التهجير القسري.

## لاجئون
في 8 يناير، ذكرت قناة الجزيرة أن المسؤولين المصريين سمحوا للأفراد الذين لديهم ما لا يقل عن 8000 دولار أمريكي بالدخول إلى مصر، مما دفع الفلسطينيين إلى استخدام مواقع مثل GoFundMe لجمع الأموال الكافية لمغادرة غزة. في 29 يناير، ذكرت صحيفة الغارديان أن الفلسطينيين كانوا يدفعون رشاوى تصل إلى 10,000 دولار للفرار إلى مصر. حذر أنتوني لوينشتاين، وهو صحفي تحقيق، من النوايا الإسرائيلية لطرد الفلسطينيين من غزة، قائلاً: "هناك نية حقيقية هنا لجعل غزة غير صالحة للعيش، وهو ما أصبح في الأساس ما أصبح في أجزاء واسعة من غزة، بحيث لا يوجد أمام الفلسطينيين خيار سوى القليل". ". وذكرت قناة إس بي إس نيوز أن الفلسطينيين الذين قاموا بإجلاء غزة إلى أستراليا قد ألغيت تأشيراتهم في منتصف الرحلة.

## عمليات الإخلاء الدولية
واجه المواطنون مزدوجو الجنسية وعائلات المواطنين الدوليين صعوبة في الإخلاء من قطاع غزة. رفع مواطنون أمريكيون وعائلاتهم دعوى قضائية ضد الحكومة الفيدرالية بسبب ما ذكروا أنه فشل إدارة بايدن في مساعدتهم على إخلاء غزة. في فبراير/شباط 2024، صرح وزير الهجرة الكندي مارك ميلر أنه لم يُسمح لأي من الأشخاص الذين يزيد عددهم عن 1000 شخص المسموح لهم بمغادرة غزة إلى كندا بالمغادرة، قائلاً: "أنا غاضب جدًا من ذلك".
في مارس 2024، تم الإعلان عن إجلاء السفارة الألمانية والجمعية الخيرية SOS Children's Villages International، 68 طفلاً محرومين من رعاية الوالدين، و11 موظفًا وعائلاتهم، من رفح إلى بيت لحم في الضفة الغربية. وكانت المنظمة تعتني بالأطفال قبل بدء الحرب وتم نقلهم بموافقة أولياء أمورهم القانونيين وبمساعدة من الحكومة الإسرائيلية. أثار تورط الحكومة الإسرائيلية، الذي أعلنته الأمم المتحدة، غضب بعض المسؤولين، حيث وصفه وزير الأمن إيتامار بن غفير بأنه "إجراء إنساني مزيف".

## 2023-2024
بدأ الغزو البري الإسرائيلي لغزة في 27 أكتوبر 2023. وبحلول أوائل نوفمبر 2024، انتقل حوالي 800 ألف إلى مليون من سكان غزة إلى الجزء الجنوبي من القطاع، بينما بقي 350 ألفًا إلى 400 ألف في الشمال. وصف النازحون الرحلة المحفوفة بالمخاطر بأنها مليئة بالخوف وانعدام الأمن، مستشهدين بهجمات الجيش الإسرائيلي ورؤية الجثث على طول طرق الإخلاء. حتى بعد الوصول إلى الجنوب، واجه النازحون قصفًا مستمرًا، ولم يتركوا مكانًا آمنًا حقًا في غزة. اشتدت الأزمة في 1 ديسمبر 2023، عندما بدأت إسرائيل في إصدار أوامر الإخلاء في جميع أنحاء قطاع غزة، وقسمته إلى 620 منطقة ودفعت غالبية الفلسطينيين إلى منطقة تبلغ ثلث مساحة القطاع. بحلول منتصف عام 2024، تم نقل ما يقرب من ثلثي سكان غزة إلى أقل من خمس القطاع، مع أوامر إخلاء إضافية تضع 83 في المائة من المنطقة بأكملها تحت توجيهات النزوح بحلول يوليو.

### نوفمبر 2023
- في الأول من نوفمبر، سمحت مصر لأول فلسطيني "مريض وجرحى في حالة حرجة" و"مختارين" من الرعايا الأجانب بمغادرة غزة.[257]
- وفي حوالي الثامن من نوفمبر، أعلنت إسرائيل عن ممر إنساني لمدة أربع ساعات يوميًا.[258]
- وبحلول التاسع من نوفمبر، تراوحت تقديرات عدد الأشخاص المتبقين في شمال غزة من مئات الآلاف إلى 900 ألف شخص على الأقل. أما أولئك الذين بقوا فلم يكن لديهم سوى القليل من الوصول إلى المياه أو الغذاء أو الكهرباء.[259]
- في الثامن من نوفمبر، تم إجلاء ما يقدر بنحو 50 ألف شخص من شمال غزة.[260] فر العديد منهم عبر ممر إخلاء على طول طريق صلاح الدين، أحد الطريقين السريعين بين الشمال والجنوب في غزة.[261] فر المدنيون من شمال غزة سيرًا على الأقدام أو على عربات تجرها الحمير.[262] وبينما كانوا يمرون بالدبابات الإسرائيلية، لوح المدنيون بالأعلام البيضاء، رغم أن البعض أفاد بأن جنودًا إسرائيليين أطلقوا النار عليهم ومروا بجثث على طول الطريق.[262] وأفاد النازحون أنهم اضطروا إلى المرور عبر نقاط تفتيش إسرائيلية، حيث قام جنود جيش الدفاع الإسرائيلي باعتقالات.[263]
- وفي 10 نوفمبر/تشرين الثاني، صرح متحدث إسرائيلي أن 100 ألف شخص فروا من شمال غزة في اليومين السابقين.[264] وقالت المديرة الإقليمية لليونيسف عادلة خضر إن آلاف الأطفال ظلوا في شمال غزة، وأن حياتهم "معلقة بخيط رفيع".[265]

- وفي 12 نوفمبر/تشرين الثاني، أعلنت إسرائيل عن "وقف مؤقت تكتيكي للأنشطة العسكرية" لمدة أربع ساعات في مخيم جباليا للاجئين للسماح للسكان بالإخلاء جنوبًا.[266] وأشار صحفي فلسطيني إلى أن فترات التوقف الإنسانية امتدت فقط إلى شارع صلاح الدين، ولكن ليس إلى أي من الطرق المؤدية إليه.[267]
- في 12 نوفمبر، أشارت منظمة كير الدولية إلى أن "الرحلة إلى الجنوب خطيرة وصعبة بشكل لا يصدق. لقد عانى العديد من أولئك الذين تمكنوا من الخروج وشهدوا معاناة رهيبة".[268] وفي اليوم نفسه، أصدرت اللجنة الدولية للصليب الأحمر بيانًا أشارت فيه إلى أنها "قلقة للغاية بشأن الظروف الهشة وغير الآمنة التي يتم إجلاء المدنيين في ظلها".[269]
- في مقال في The Intercept، قارنت الصحفية الغزية هند خضري الإخلاء بدرب الدموع، وكتبت، "واصلنا السير. بينما كنا نسير، وندفع بعضنا البعض، رأينا سيارات مفخخة وجثثًا داخل السيارات. امتلأت السيارات بالذباب، وتتغذى على الدماء والجثث بالداخل".[270]
- في 15 نوفمبر، ذكر مكتب تنسيق الشؤون الإنسانية أن إسرائيل كانت تعتقل الأشخاص الذين تم إجلاؤهم، وضربتهم وجردتهم من ملابسهم.[271]
- في 16 نوفمبر، نشر الهلال الأحمر الفلسطيني، على تويتر، مقطع فيديو مدته 14 ثانية للمُجليين، بما في ذلك الأطفال والجرحى على نقالات، وهم يسيرون مسافة 11 كيلومترًا (6.8 ميلًا) من مدينة غزة إلى جنوب غزة.[272]